# Edmund (biskup Winchesteru)
Edmund (Eadmund; żył w IX wieku) – średniowieczny biskup Winchesteru.
Edmund został wyświęcony na biskupa między 833 a 838 rokiem. Na ten sam okres jest datowana jego śmierć. Jego następcą na czele diecezji Winchester został biskup Edhun.